# 大花豆蘭
大花豆蘭（学名：Bulbophyllum wightii），或稱睫毛卷瓣兰，为蘭科豆蘭屬下的一个种。

## 扩展阅读
- 維基物種上的相關：大花豆蘭